# Ligue 1 2013/2014
Soutěžní ročník Ligue 1 2013/2014 je 76. ročníkem nejvyšší francouzské fotbalové ligy, od sezony 2002/03 zvané Ligue 1. Soutěž byla započata 9. srpna 2013, soutěže se účastní celkem 20 týmů. Sedmnáct jich postoupilo z minulého ročníku a spadnuvší týmy nahradily 3 nové z Ligue 2.
Mistrovský titul ze sezony 2012/2013 obhájil Paris Saint-Germain FC, který tak získal svůj čtvrtý francouzský titul.

## Složení ligy v ročníku 2013/14
Soutěže se účastní 20 týmů, z toho 17 se kvalifikovalo z minulého ročníku. Poslední tři týmy předchozího ročníku, jimiž byli AS Nancy, Troyes AC a poslední tým ročníku – Stade Brestois, sestoupili do Ligue 2. Opačným směrem putovali AS Monaco FC (vítěz Ligue 2 2012/2013), EA Guingamp a FC Nantes.
| Klub                   | 2012/2013        | Město         | Stadión                 |
| ---------------------- | ---------------- | ------------- | ----------------------- |
| AC Ajaccio             | 17.              | Ajaccio       | Stade François Coty     |
| SC Bastia              | 12.              | Bastia        | Stade Armand Cesari     |
| Girondins de Bordeaux  | 7.               | Bordeaux      | Stade Chaban-Delmas     |
| Evian                  | 16.              | Annecy        | Parc des Sports         |
| EA Guingamp            | Ligue 2          | Guingamp      | Stade du Roudourou      |
| Lille OSC              | 6.               | Villeneuve    | Stadium Lille Métropole |
| FC Lorient             | 8.               | Lorient       | Stade du Moustoir       |
| Olympique Lyonnais     | Bronzová medaile | Lyon          | Stade Gerland           |
| Olympique de Marseille | Stříbrná medaile | Marseille     | Stade Vélodrome         |
| AS Monaco FC           | Ligue 2          | Monako        | Stade Louis II.         |
| Montpellier HSC        | 9.               | Montpellier   | Stade de la Mosson      |
| FC Nantes              | Ligue 2          | Nantes        | Stade de la Beaujoire   |
| OGC Nice               | 4.               | Nice          | Stade du Ray            |
| Paris Saint-Germain    | Zlatá medaile    | Paříž         | Parc des Princes        |
| Stade de Reims         | 14.              | Reims         | Stade Auguste Delaune   |
| Stade Rennais FC       | 13.              | Rennes        | la Route de Lorient     |
| AS Saint-Étienne       | 5.               | Saint-Étienne | Stade Geoffroy-Guichard |
| Sochaux-Montbéliard    | 15.              | Montbéliard   | Stade Auguste Bonal     |
| Toulouse FC            | 10.              | Toulouse      | Stadium Municipal       |
| Valenciennes FC        | 11.              | Valenciennes  | Stade du Hainaut        |

## Tabulka
| Poř. | Tým                   | Z  | V  | R  | P  | VG | OG | B  |
| ---- | --------------------- | -- | -- | -- | -- | -- | -- | -- |
| 1.   | Paris Saint-Germain 1 | 38 | 27 | 8  | 3  | 84 | 23 | 89 |
| 2.   | AS Monaco 2           | 38 | 23 | 11 | 4  | 63 | 31 | 80 |
| 3.   | Lille OSC             | 38 | 20 | 11 | 7  | 46 | 26 | 71 |
| 4.   | AS Saint-Étienne      | 38 | 20 | 9  | 9  | 56 | 34 | 69 |
| 5.   | Olympique Lyonnais    | 38 | 17 | 10 | 11 | 56 | 44 | 61 |
| 6.   | Marseille             | 38 | 16 | 12 | 10 | 53 | 40 | 60 |
| 7.   | Bordeaux              | 38 | 13 | 14 | 11 | 49 | 43 | 53 |
| 8.   | Lorient               | 38 | 13 | 10 | 15 | 48 | 53 | 49 |
| 9.   | Toulouse              | 38 | 12 | 13 | 13 | 46 | 53 | 49 |
| 10.  | SC Bastia             | 38 | 13 | 10 | 15 | 42 | 56 | 49 |
| 11.  | Stade de Reims        | 38 | 12 | 12 | 14 | 44 | 52 | 48 |
| 12.  | Stade Rennais         | 38 | 11 | 13 | 14 | 47 | 45 | 46 |
| 13.  | FC Nantes             | 38 | 12 | 10 | 16 | 38 | 43 | 46 |
| 14.  | Evian                 | 38 | 11 | 11 | 16 | 39 | 51 | 44 |
| 15.  | Montpellier HSC       | 38 | 8  | 18 | 12 | 45 | 53 | 42 |
| 16.  | EA Guingamp 3         | 38 | 11 | 9  | 18 | 34 | 42 | 42 |
| 17.  | OGC Nice              | 38 | 12 | 6  | 20 | 30 | 44 | 42 |
| 18.  | Sochaux               | 38 | 10 | 10 | 18 | 37 | 61 | 40 |
| 19.  | Valenciennes          | 38 | 7  | 8  | 23 | 37 | 65 | 29 |
| 20.  | Ajaccio               | 38 | 4  | 11 | 23 | 37 | 72 | 23 |

Poznámky
- Z = Odehrané zápasy; V = Vítězství; R = Remízy; P = Prohry; VG = Vstřelené góly; OG = Obdržené góly; B = Body
- 1  Paris Saint-Germain vyhrálo ligový pohár Coupe de la Ligue
- 2  AS Monaco zahájilo sezónu Ligue 1 2013/14 s odečtem 2 bodů kvůli neukázněným vlastním fanouškům ze 37. kola předchozí sezóny. Následné odvolání nakonec Francouzská fotbalová asociace FFF vyslyšela a bodový odečet zneplatnila.[4]
- 3  EA Guingamp vyhrál domácí pohár Coupe de France

|  | Přímý postup do Ligy mistrů 2014/2015              |
|  | Postup do Play-off Ligy mistrů 2014/2015           |
|  | Přímý postup do Evropské Ligy UEFA 2014/2015       |
|  | Postup do Play-off Evropské Ligy UEFA 2014/2015    |
|  | Postup do 3. předkola Evropské Ligy UEFA 2014/2015 |
|  | Sestup do Ligue 2                                  |

Zdroje:

## Hráčské statistiky
| P.  | Nár               | Hráč                | Tým                     | Branky |
| --- | ----------------- | ------------------- | ----------------------- | ------ |
| 1.  | Švédsko           | Zlatan Ibrahimović  | Paris Saint-Germain     | 26     |
| 2.  | Kamerun           | Vincent Aboubakar   | Lorient                 | 16     |
| 2.  | Francie           | André-Pierre Gignac | Marseille               | 16     |
| 2.  | Francie           | Wissam Ben Yedder   | Toulouse                | 16     |
| 2.  | Pobřeží slonoviny | Salomon Kalou       | Lille                   | 16     |
| 2.  | Uruguay           | Edinson Cavani      | Paris Saint-Germain     | 16     |
| 7.  | Francie           | Alexandre Lacazette | Lyon                    | 15     |
| 8.  | Francie           | Rémy Cabella        | Montpellier             | 14     |
| 8.  | Francie           | Bafétimbi Gomis     | Lyon                    | 14     |
| 10. | Turecko           | Mevlüt Erdinç       | Rennais / Saint-Étienne | 12     |
| 10. | Mali              | Cheick Diabaté      | Bordeaux                | 12     |

| P. | Nár         | Hráč               | Tým                 | Asistence |
| -- | ----------- | ------------------ | ------------------- | --------- |
| 1. | Kolumbie    | James Rodríguez    | AS Monaco           | 13        |
| 2. | Švédsko     | Zlatan Ibrahimović | Paris Saint-Germain | 11        |
| 2. | Brazílie    | Lucas Moura        | Paris Saint-Germain | 11        |
| 4. | Francie     | Grégory Sertic     | Bordeaux            | 10        |
| 5. | Kamerun     | Henri Bedimo       | Lyon                | 8         |
| 5. | Portugalsko | João Moutinho      | AS Monaco           | 8         |
| 7. | Francie     | Florent Balmont    | Lille               | 7         |
| 7. | Kamerun     | Vincent Aboubakar  | Lorient             | 7         |
| 7. | Francie     | Yann Jouffre       | Lorient             | 7         |
| 7. | Dánsko      | Martin Braithwaite | Toulouse            | 7         |